# Caprimulgus ruficollis

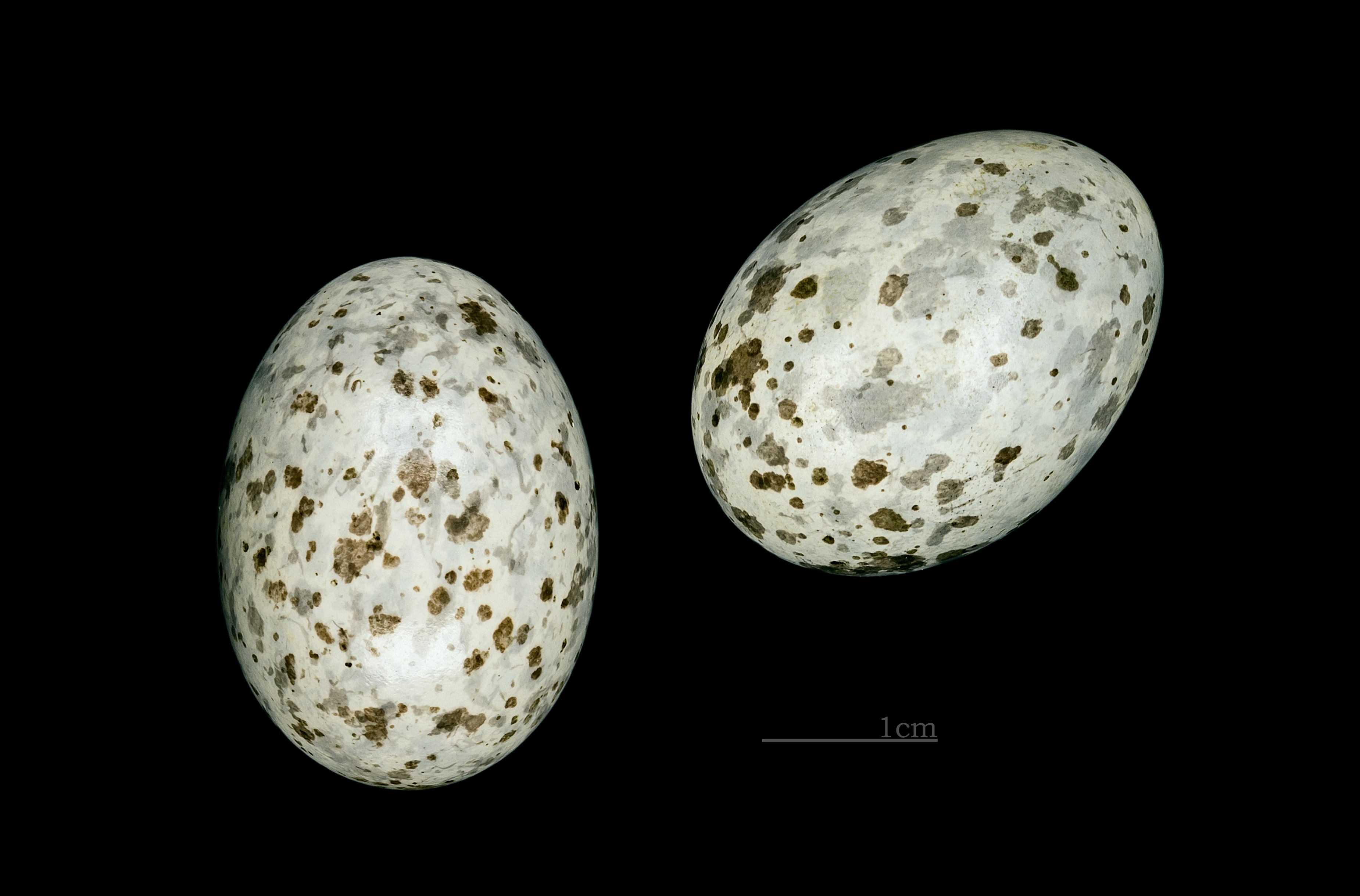
Caprimulgus ruficollis

Caprimulgus ruficollis là một loài chim trong họ Caprimulgidae.